# Stand by for…
Stand by for… – debiutancki album szwedzkiego wokalisty Månsa Zelmerlöwa, wydany 23 maja 2007 roku w Szwecji, 17 września w Polsce oraz 1 lutego 2008 w Finlandii. Album ten uzyskał w Szwecji status platynowej płyty i trafił na pierwsze miejsce szwedzkiej listy przebojów. Pierwszym promującym go singlem był „Cara mia”. W Szwecji sprzedano ponad 42 000 kopii płyty.
Na albumie znajduje się również ukryta piosenka. Po zakończeniu utworu „My Mistake” można usłyszeć akustyczną wersję piosenki „Cara mia”.
Piosenka pt. „Maniac” jest tak naprawdę coverem piosenki z roku 1983, którą w oryginale wykonywał Michael Sembello.

## Single
- „Cara Mia” – Pierwszy w karierze singiel Månsa Zelmerlöwa wydany oficjalnie w formacie CD 5 marca 2007 roku nakładem wytwórni Warned Music Sweden. Wcześniej piosenka została opublikowana jako digital download 28 lutego tego samego roku. Do piosenki został nakręcony teledysk. Utwór ten startował w szwedzkim Melodifestivalen 2007[3], piosenka zajęła trzeciej miejsce.

- „Work of Art (da Vinci)” – Drugi singiel Månsa Zelmerlöwa. Singel został wydany jedynie w Szwecji 5 marca 2007 roku jako digital download, gdzie znalazł się na pierwszym miejscu listy najczęściej granych utworów w tamtejszych stacjach radiowych[4]. Do piosenki nie został nagrany teledysk.

- „Brother oh Brother” – Trzeci w karierze artysty singiel. Piosenka została wydana w formacie digital download jedynie w Szwecji 7 listopada 2007. W Polsce zyskała ogromną popularność, dzięki której artysta kilkakrotnie wykonywał ją w programach telewizyjnych oraz startował w Konkursie o Bursztynowego Słowika na Sopot Festival 2008. Do piosenki został nakręcony wideoklip[5], który 14 grudnia 2007 został opublikowany na kanale YouTube wytwórni artysty.

- „Miss America” – Czwarty i ostatni singiel z albumu Stand by for…. Piosenka została wydana jako digital download 5 maja 2008 roku jedynie w Szwecji. Måns wykonywał ten utwór również w polskich programach telewizyjnych. Do singla został nakręcony teledysk.

## Lista utworów
| #   | Tytuł                    | Kompozytorzy                                          | Producent                          | Czas |
| --- | ------------------------ | ----------------------------------------------------- | ---------------------------------- | ---- |
| 1.  | „Miss America”           | Fredrik Kempe                                         | Dan Sundquist                      | 3:37 |
| 2.  | „The Prayer”             | Peter Bladh                                           | Mats Nyman, Peter Bladh            | 4:14 |
| 3.  | „Paradise”               | Måns Zelmerlöw, Anders Bagge, Peter Sjöström          | Anders Bagge, Peter Sjöström       | 4:02 |
| 4.  | „Lively Up Your Monday”  | Magnus McKenzie, Mats Ymell, Per Hed                  | Magnus McKenzie, Mats Ymell        | 2:54 |
| 5.  | „Stand By”               | Måns Zelmerlöw, Niklas Olovson, Robin Mortensen Lynch | MachoPsycho                        | 3:03 |
| 6.  | „Please Me”              | Måns Zelmerlöw, Niklas Edberger, Henrik Wikström      | Niklas Edberger, Henrik Wikström   | 3:00 |
| 7.  | „Cara Mia”               | Henrik Wikström, Fredrik Kempe                        | Henrik Wikström, Koshiar Mehdipoor | 3:04 |
| 8.  | „Agent Zero”             | Måns Zelmerlöw, Niklas Olovson, Robin Mortensen Lynch | MachoPsycho                        | 4:24 |
| 9.  | „Brother Oh Brother”     | Henrik Wikström, Fredrik Kempe                        | Henrik Wikström                    | 3:27 |
| 10. | „Maniac”                 | Michael Sembello                                      | Ali Payami                         | 3:04 |
| 11. | „Dreaming”               | Måns Zelmerlöw, Henrik Wikström, Fredrik Kempe        | Dan Sundquist                      | 3:44 |
| 12. | „Work of Art (Da Vinci)” | Måns Zelmerlöw, Niklas Edberger, Henrik Wikström      | Niklas Edberger, Henrik Wikström   | 3:46 |
| 13. | „My Mistake”             | Måns Zelmerlöw, Fredrik Kempe                         | Dan Sundquist                      | 8:03 |

## Historia wydania
| Region    | Date             | Label               | Format               |
| --------- | ---------------- | ------------------- | -------------------- |
| Szwecja   | 23 maja 2007     | Warner Music Sweden | CD, digital download |
| Polska    | 17 września 2007 | Warner Music Poland | CD                   |
| Finlandia | 1 lutego 2008    | Warner Music Sweden | digital download     |